# Zonhoven
Zonhoven (en wallon : Zonôf) est une commune de Belgique située en Région flamande dans la province de Limbourg au nord d’Hasselt. La population totale de la commune avoisine les 22 000 habitants.

## Géographie
Zonhoven fait partie de la Campine. La partie nord-est de la commune faisant partie du haut plateau du Limbourg contient le point culminant de la commune (78 mètres). L’altitude diminue en direction du sud-ouest, qui fait déjà partie de la vallée de la rivière Démer qui passe juste au sud sur la commune de Hasselt, pour atteindre une altitude d’environ 30 à 35 mètres. Le terrain incliné est découpé par trois vallées :
- La vallée du ruisseau Laambeek au nord.
- La vallée du ruisseau Roosterbeek au centre.
- La vallée du ruisseau Slangbeek au sud.

Ces trois cours d’eau se jettent finalement dans le Démer.

## Histoire

### Étymologie
Zonhoven portait dans le passé (aux alentours de 1280) le nom de Sonuwe. La région qui est riche en cours d’eau possédait un cours d’eau appelé Son (Ancien nom du cours d’eau Roosterbeek.) Le nom Zonhoven apparut seulement pour la première fois vers le milieu du XVIe siècle. Pour cette raison, on pense que l’origine du nom de Zonhoven n’a rien à voir avec le soleil (Zon en néerlandais) bien que celui-ci soit présent sur le drapeau de la commune…

### Préhistoire
La région fut peuplée très tôt si l’on en croit les découvertes archéologiques (armes et outils réalisés à base de pierres polies) qui sont uniques pour la Flandre. 

### Moyen Âge
À partir du XIe siècle, Zonhoven appartenait au Comté de Looz. Mathilde de Looz, qui était la fille de Arnoul V de Looz, reçut en 1308 comme dot de son père pour son mariage avec Godefroy de Heinsberg le pays de Vogelsanck qui correspondait aux territoires de Zonhoven, de Zolder, de Houthalen ainsi que la partie sud de Heusden. 
Avant sa période sous administration française, Zonhoven fit d’abord partie de la baronnie du  pays de Vogelsanck jusqu’aux environs de 1600.

### Limite de frontière
En 1330, Louis IV de Looz concéda les terres de Bruyères comprises entre Zonhoven et Hasselt à cette dernière. Zonhoven était d’avis que les terres de bruyères n’appartenaient pas au comte et qu’il ne pouvait donc pas les donner à Hasselt. Cela amena à de grandes batailles avec de gros dégâts amenant de longs procès coûteux.
À la suite de ces escarmouches, Maximilien-Henri de Bavière de la Principauté de Liège ordonna le 23 juillet 1666 la pose de 21 bornes pour délimiter définitivement les frontières. Mais ces bornes furent vite enlevées et les procès recommencèrent. Le prince envoya un détachement militaire pour calmer les esprits. En 1761, un groupe de 600 habitants de Zonhoven reprirent les affrontements à la suite de l’achat des terres contestées par Hasselt. 
En 1811, la solution a été trouvée. Les terres dépendaient administrativement de Hasselt mais la commune de Zonhoven en était propriétaire… Cette situation est toujours d’application actuellement et notamment avec l’aéroport de Kiewit (au nord d’Hasselt) qui appartient administrativement à Hasselt alors que les terres appartiennent à Zonhoven…

### Histoire ecclésiastique
Zonhoven était dès le VIIIe siècle, une paroisse dépendante de Hasselt avec sa propre église. Le saint patron était saint Quentin comme à Hasselt. La paroisse devint une paroisse indépendante au XIIe siècle. Zonhoven tomba sous la protection de l’abbaye de Herkenrode jusqu’à sa fermeture par les Français en 1797. La paroisse qui était seule jusqu’au XXe siècle forma trois nouvelles paroisses à la suite de l’accroissement de la population (Halveweg en 1938, Termolen en 1950 et Terdonk en 1965).

### Traité de Zonhoven
Le traité de Zonhoven est un traité entre les Pays-Bas et la Belgique signé le 18 novembre 1833 dans la maison appelée De Franse Kroon. Le traité permit à la Belgique d’avoir un libre accès sur la Meuse.

### Histoire récente
Au XVIIIe siècle, on retrouvait une grande industrie textile accompagnée de cultures de lin et de chanvre. Au XIXe siècle, l’industrie textile déclina et la population stagna pendant une longue période. 
Au début du XXe siècle, une fabrique de cigares et une mine de fer permirent d’embaucher plus de 100 travailleurs et la population commença à augmenter. Mais le grand changement débuta lors de l’ouverture des charbonnages dans la région de Houthalen, Zolder et Winterslag. Après la seconde guerre mondiale apparurent beaucoup de petites sociétés ce qui permit à la population de tripler entre 1930 et 1980. Lors de la fusion des communes en 1977, Zonhoven gagna 520 habitants et une superficie de 8,35 km2 sur ses communes avoisinantes. 

## Héraldique
|  | La commune possède des armoiries qui lui ont été octroyées le 6 février 1822 et à nouveau le 29 mai 1838. Dans le nom Zonhoven se trouve la racine zon qui se traduit en français par soleil. Le soleil est donc un élément meuble, le nom complet signifiant fermes ensoleillées, pour autant qu'un nom propre puisse se traduire. Les couleurs sont les couleurs nationales néerlandaises, comme à l'époque la Belgique faisait partie des Pays-Bas. Aucune couleur historique n'étant connue ni fournie, les couleurs nationales ont été utilisées. Le Conseil héraldique flamand a essayé de changer les couleurs ou les armoiries mais la commune utilise toujours les armoiries de 1822. Le village a utilisé plusieurs sceaux dans l'histoire, le plus ancien datant du début du XVe siècle. Ce sceau montrait un écu barré et le saint patron local, Saint Quirin comme support. En 1475, le blason fut remplacé par les armoiries de la famille Elter, seigneurs du village à l'époque, et toujours avec le support. Le support fut remplacé par un casque en 1558 et en 1593 par un lion. À la fin du XVIIIe siècle, le sceau indiquait les armoiries des barons de Villenfagne, les seigneurs de l'époque. En 1585, le prêtre local conçut un sceau avec un paysage avec une porte, du soleil, des nuages et deux oiseaux, mais on ignore si ce sceau était réellement utilisé. Blasonnement : D'azur à un soleil rayonnant d'or. Source du blasonnement : Heraldy of the World. |

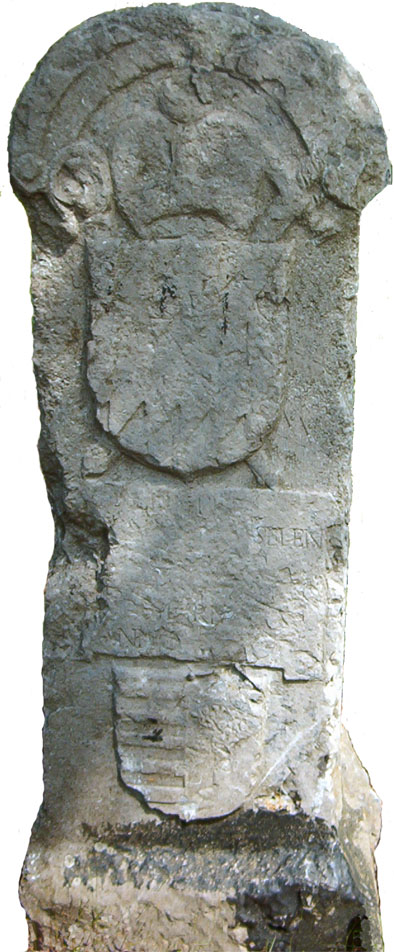
Borne frontalière placée en 1666 portant le texte « Non ultra, Sonovienses, sub poena corporali » (« Les habitants de Zonhoven qui passent cette limite peuvent subir une peine corporelle »).
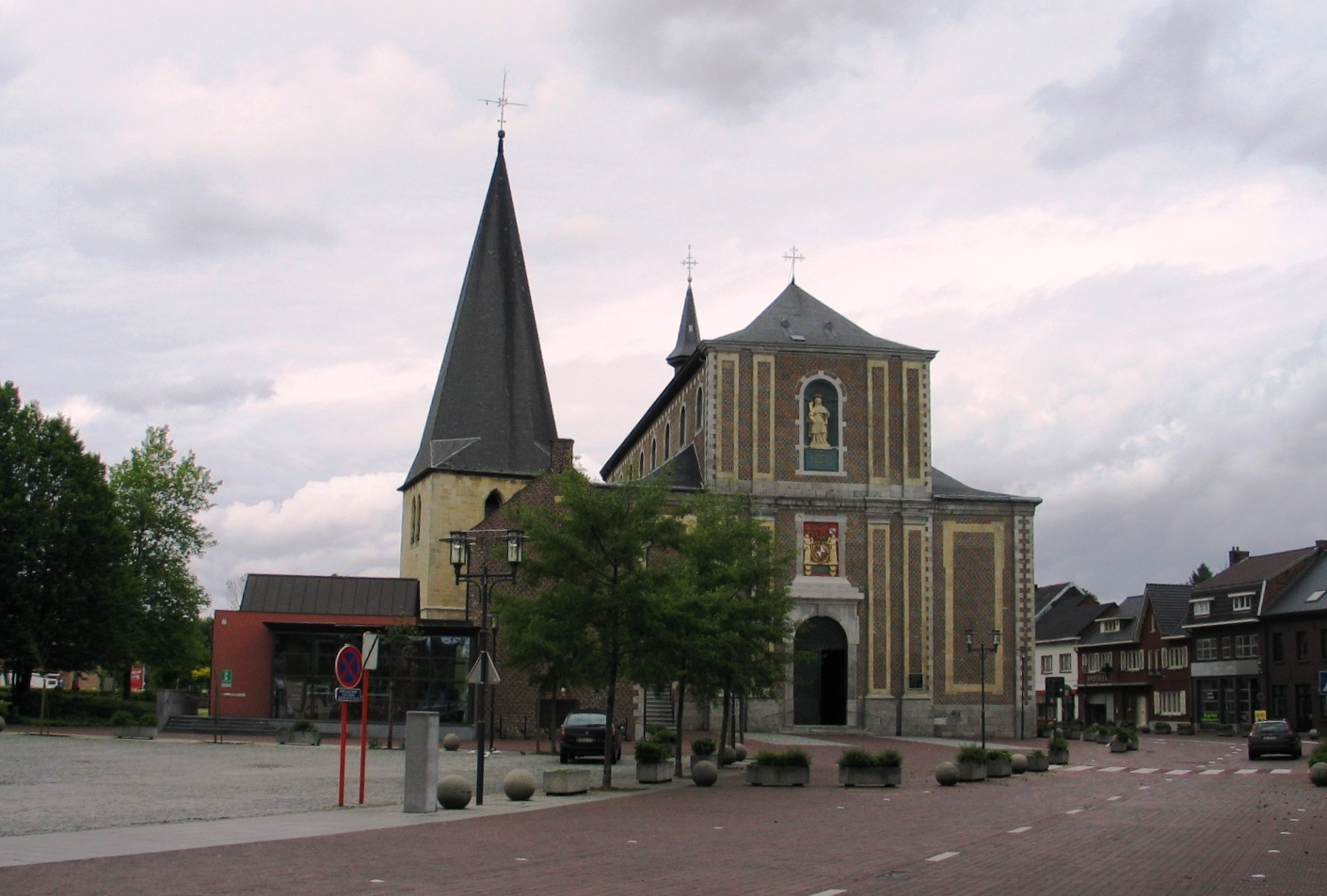
Église de Zonhoven avec sa vieille tour (21 mai 2006).
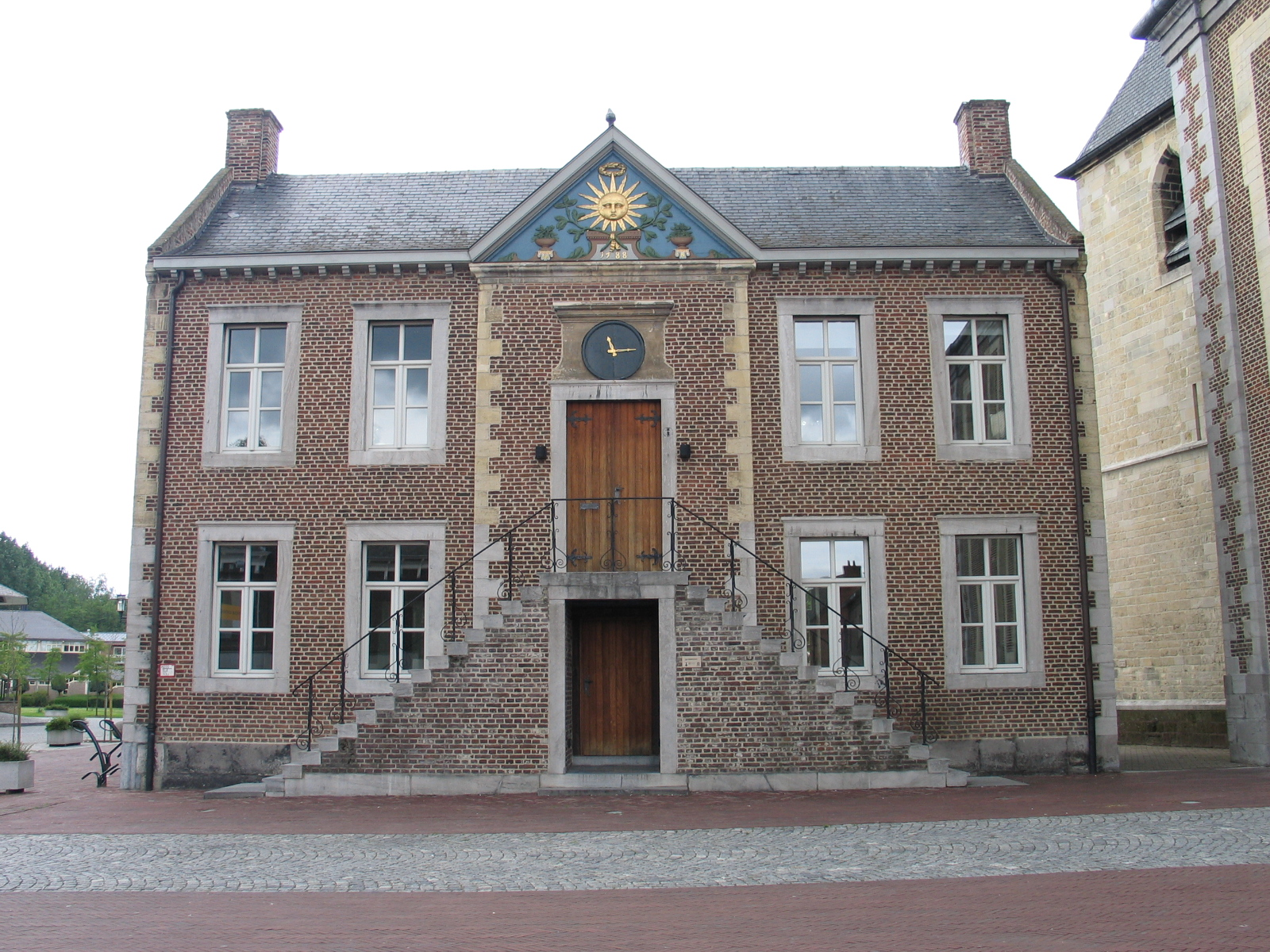
Ancienne maison communale de style néo-classique (21 mai 2006).
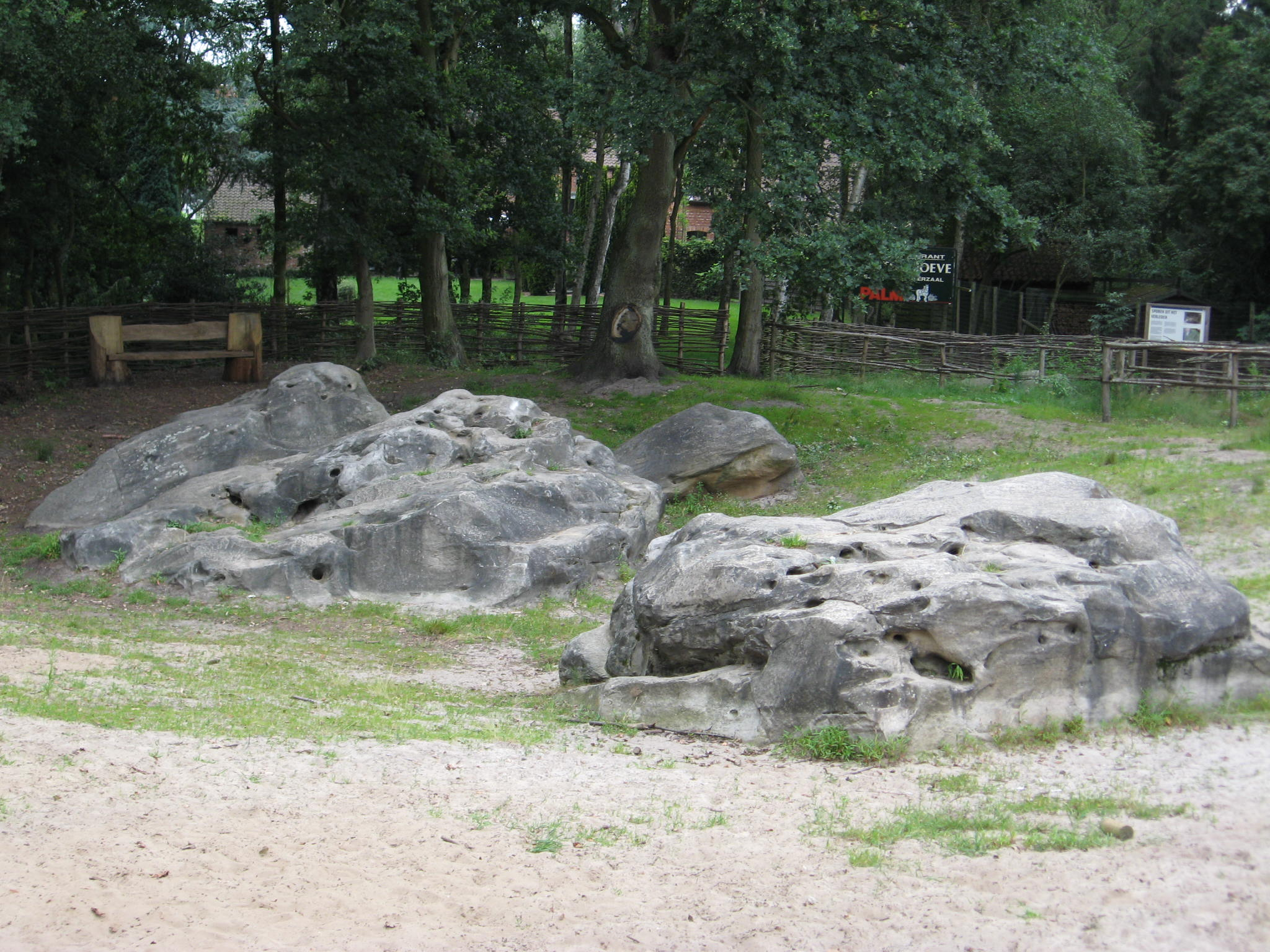
Le Holsteen, une pierre de polissage datant de la préhistoire.

## Démographie

### Évolution démographique
Source: INS

### Pyramide des âges
| Hommes | Classe d’âge | Femmes |
| ------ | ------------ | ------ |
| 0,2    | 90+          | 0,5    |
| 2,1    | 80-89        | 3,9    |
| 6,8    | 70-79        | 7,7    |
| 10,1   | 60-69        | 9,8    |
| 13,8   | 50-59        | 14,2   |
| 17,6   | 40-49        | 16,7   |
| 13,1   | 30-39        | 13,7   |
| 12,8   | 20-29        | 12,2   |
| 12,7   | 10-19        | 11,4   |
| 10,7   | 0-9          | 10,1   |

Source: INS

## Zonhoven aujourd’hui
Zonhoven se développe et la population augmente grâce à sa proximité avec les villes de Hasselt et de Genk. On y trouve néanmoins quelques grosses entreprises (métallurgie et agroalimentaire) et un zoning industriel comprenant plus de 70 PME. Le centre possède également des magasins, des écoles, un centre culturel et un hall événementiel.

## Hameaux
À côté du centre, subsistent également 3 hameaux.
| #   | Nom      | Superficie (km²) | Population (01/01/2007) | Densité (hab./km²) |
| --- | -------- | ---------------- | ----------------------- | ------------------ |
| I   | Centre   | 12,79            | 10.546                  | 825                |
| II  | Termolen | 13,68            | 3.992                   | 292                |
| III | Halveweg | 8,46             | 3.068                   | 363                |
| IV  | Terdonk  | 4,41             | 2.454                   | 556                |

## Politique

### 2007-2012
Coalition entre le parti VLD et le parti CD&V. La bourgmestre entre 1995 et 2008 est Marilou Vanden Poel-Welkenhuysen. En 2008, elle arrête sa carrière politique et cède au premier échevin Johny De Raeve.

### Bourgmestres
- 1806 - 1817: Arnold Paulz
- 1817 - 1825: Jan Baptist Mommeyer
- 1825 - 1830: Hubert Timmermans
- 1830 - 1840: Jan Gerard Houbregs
- 1840 - 1848: Jacobus Quintinus Lenaerts
- 1849 - 1854: Antoon Bielen
- 1855 - 1870: Philippus Jacobus Melotte
- 1870 - 1870: Gilis Lenaerts
- 1870 - 1877: Jan Mathias Willems
- 1878 - 1880: Jean François Farcy
- 1880 - 1885: Jan Michiel Schouteden
- 1885 - 1891: Jan Bartholomeus Willems
- 1891 - 1918: Mathias Hendrickx
- 1918 - 1919: Martinus Sterkmans
- 1919 - 1921: Pieter Jan Kippers (ff)
- 1921 - 1938: Jules Sterkmans
- 1939 - 1941: Pieter-Jan Lijnen
- 1941 - 1942: Camiel Deckers
- 1942 - 1944: Jules Baeten
- 1944 - 1945: Jules Hanssen
- 1945 - 1947: Camiel Deckers
- 1948 - 1952: Jules Sterkmans
- 1952 - 1953: Jules Maris (ff)
- 1953 - 1960: René Hendrikx
- 1960 - 1970: Albert Remans
- 1971 - 1976: René Hendrikx
- 1977 - 1982: Romain Lenaerts
- 1983 - 1988: Marie-Louise (Marilou) Vanden Poel-Welkenhuysen
- 1989 - 1994: Edward (Ward) Heeren
- 1995 - 2007: Marie-Louise (Marilou) Vanden Poel-Welkenhuysen
- 2008 - : Johny Deraeve

### Conseils communaux depuis 1976
| Sièges communaux          | Sièges communaux | Sièges communaux | Sièges communaux | Sièges communaux | Sièges communaux | Sièges communaux |
| ------------------------- | ---------------- | ---------------- | ---------------- | ---------------- | ---------------- | ---------------- |
| Partis                    | 1976             | 1982             | 1988             | 1994             | 2000             | 2006             |
| CD&V                      | 11               | 8                | 6                | -                | 4                | 5                |
| Cartel (PVV+VU)           | 9                | 12               | -                | -                | -                | -                |
| BSP/SP/sp.a               | 3                | 5                | 5                | 4                | 5                | -                |
| sp.a-Groen!               | -                | -                | -                | -                | -                | 7                |
| Vlaams Blok/Vlaams Belang | -                | -                | -                | -                | 2                | 3                |
| VLD                       | -                | -                | 11               | 15               | 14               | 10               |
| VU                        | -                | -                | 3                | -                | -                | -                |
| Zoneve (CD&V+VU)          | -                | -                | -                | 6                | -                | -                |
| Total                     | 23               | 25               | 25               | 25               | 25               | 25               |

Les chiffres soulignés indiquent les partis au pouvoir.

## Jumelage
- Gayndah (Australie)

## Curiosité
- Église Saint-Quentin, construite entre 1785 et 1788 et protégée depuis 1983. L’intérieur est de style classique. L’église comporte également :
  - une tour gothique de la première moitié du XVe siècle comportant une cloche de 1443.
  - des fonts baptismaux de style romain datant du XIIe siècle.
  - un orgue dont la partie la plus ancienne date de 1664. Avec ses 2446 tuyaux et ses 40 registres, elle est la deuxième en taille de la province de Limbourg[3].
- La chapelle Notre-Dame (Onze-Lieve-Vrouwkapel) a été construite aux environs de 1483 et étendue au XVIe siècle et vers 1900. La chapelle a été restaurée en 1980 et est protégée depuis 1971.
- L’ancienne maison communale, située près de l’église. Sa façade présente un double escalier et un fronton triangulaire avec un soleil doré en relief datant de 1788. Monument protégé depuis 1983, il est actuellement utilisé comme maison du tourisme.
- La maison De Franse Kroon, qui date de 1782 protégée depuis 1985.
- La Holsteen : une pierre de polissage datant de la préhistoire.
- Le Vrankenschans, un système de défense composé de douves du XVIIe siècle protégé depuis 1981.
- Le Paalsteen, une borne frontalière de 1666.

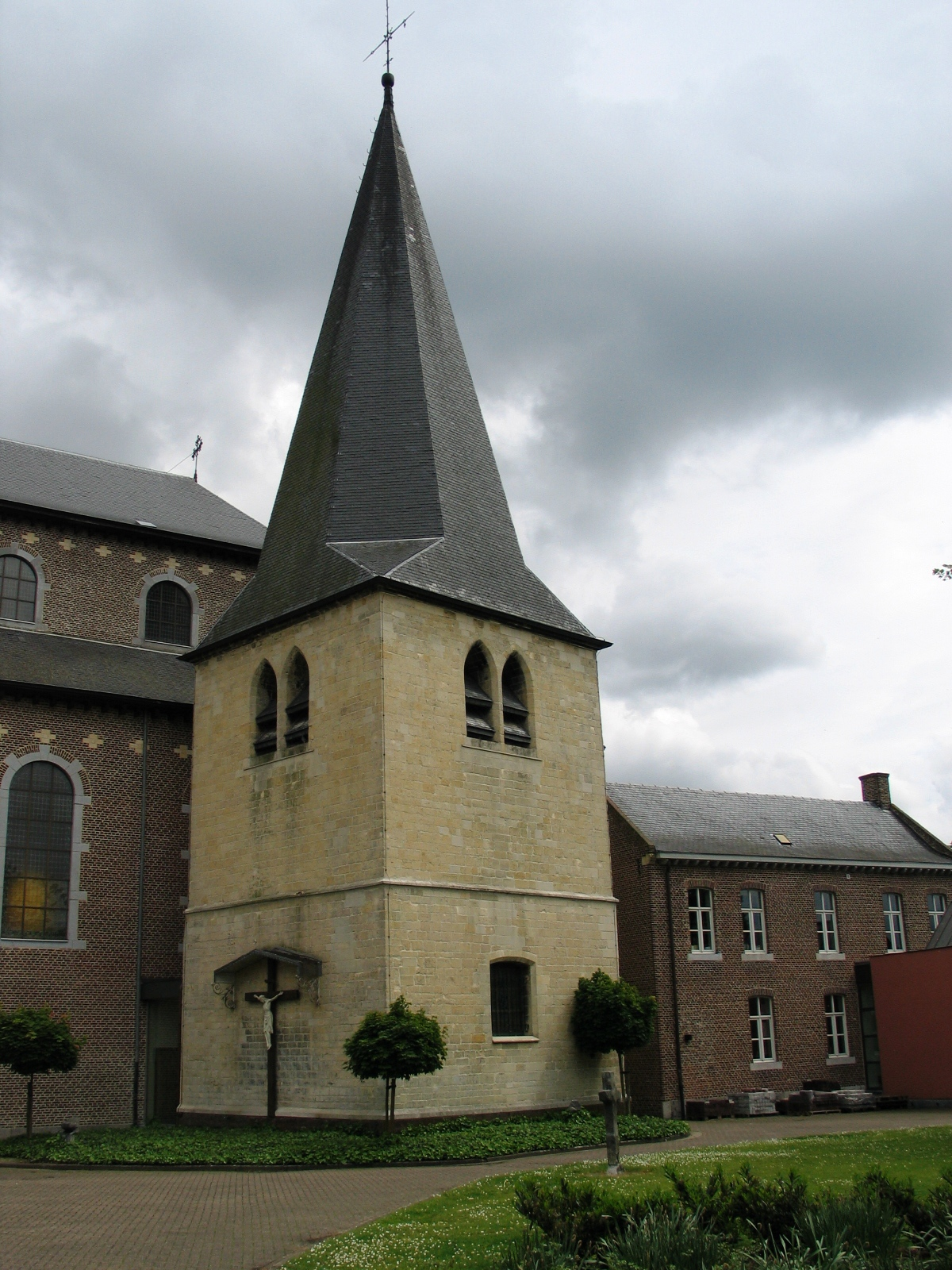
Vieille tour de l’église Saint-Quentin.
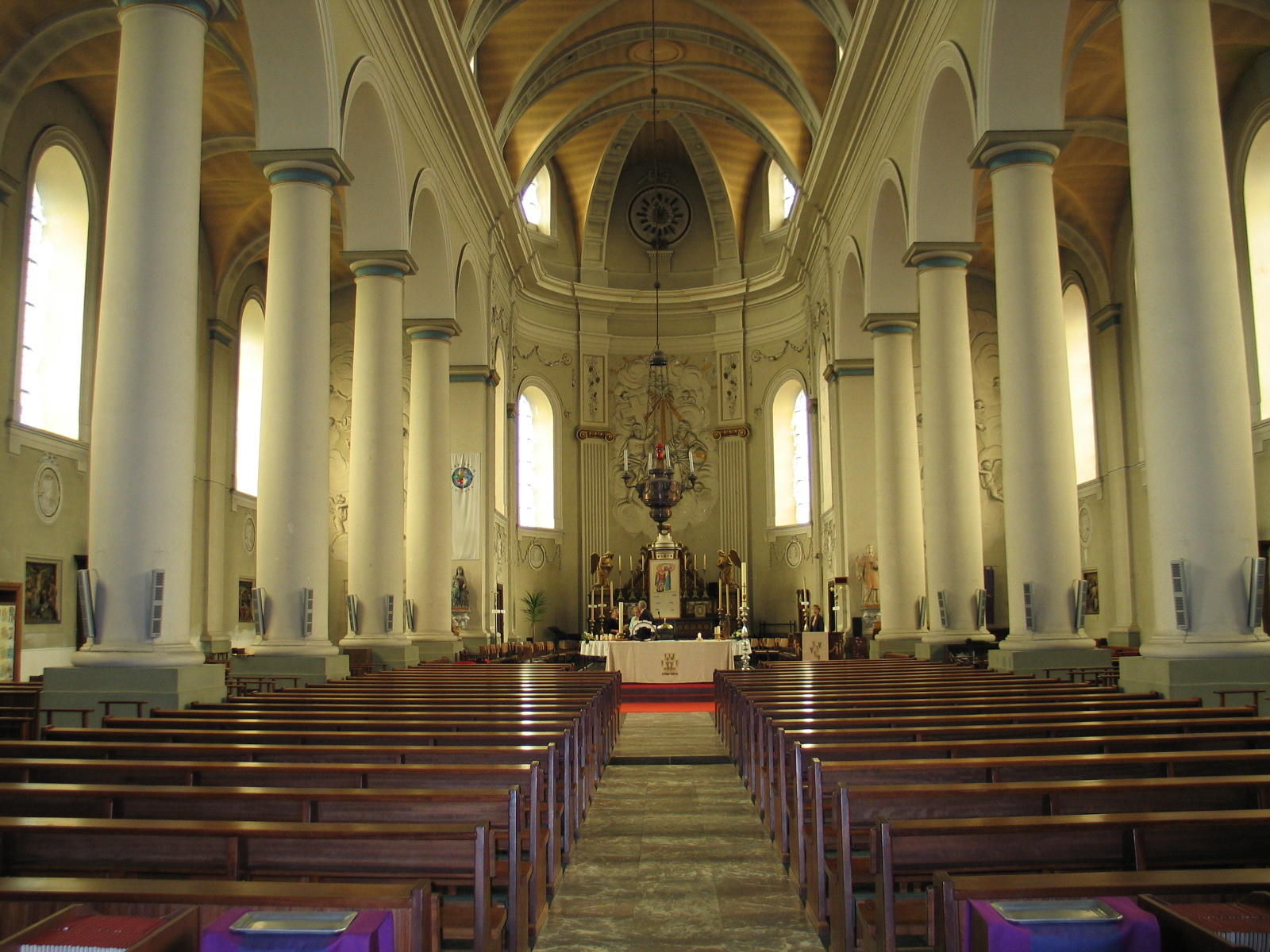
Intérieur de l’église Saint-Quentin.
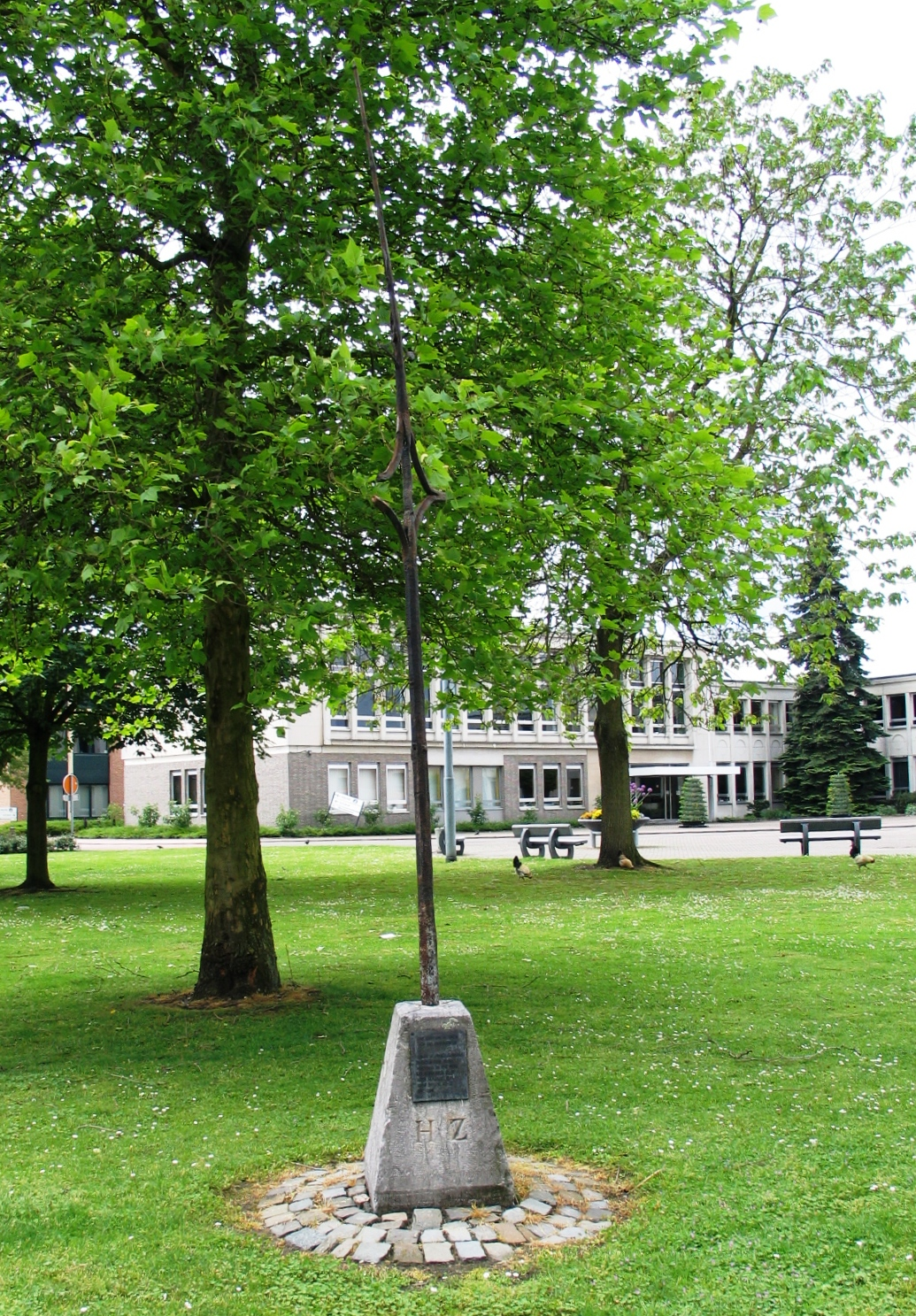
Croix de la tour sans bras (découpés pendant la Révolution française)
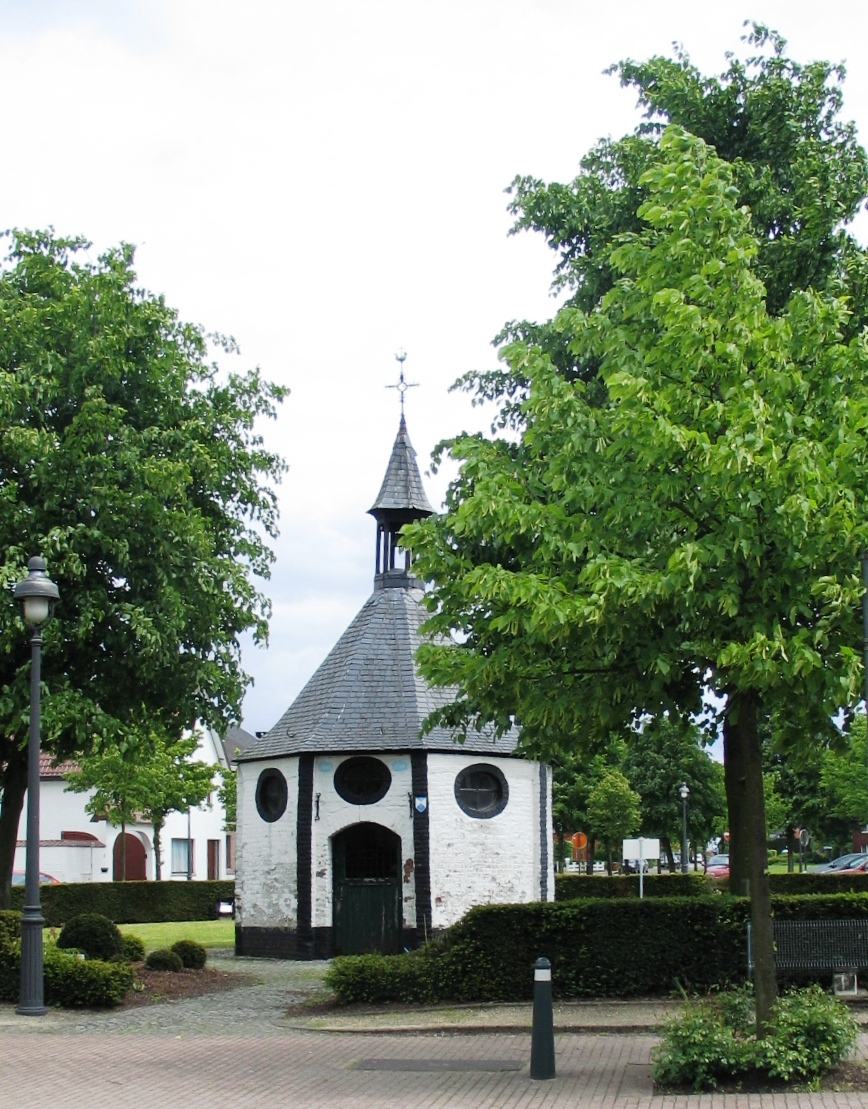
Chapelle de Heuven (1790)

### Réserve naturelle
Zonhoven possède plusieurs réserves naturelles dont la principale est :
- De Teut (450 hectares), depuis 1976 à cheval sur les vallées de Roosterbeek et de Laambeek. On y retrouve des mares et des plantes de landes.

## Événements
- Carnaval : le dimanche du début du carême
- Hololool : le tour Saint-Martin le 11 novembre
- Championnat européen de tir à l’arc préhistorique en septembre.
- Teut-Rock : un festival de rock le 15 août.

## Personnalités liées
- Jos Vandeloo (1925-2015), écrivain
- Luc Indestege (1901-1974), écrivain
- Luc Nilis (1967-), ancien footballeur et entraineur
- Marleen Renders (1968-), athlète
- Roel Paulissen (1976-), coureur cycliste (mountain bike)
- Tim Vanhamel (1977-)